# Filtre Log Gabor

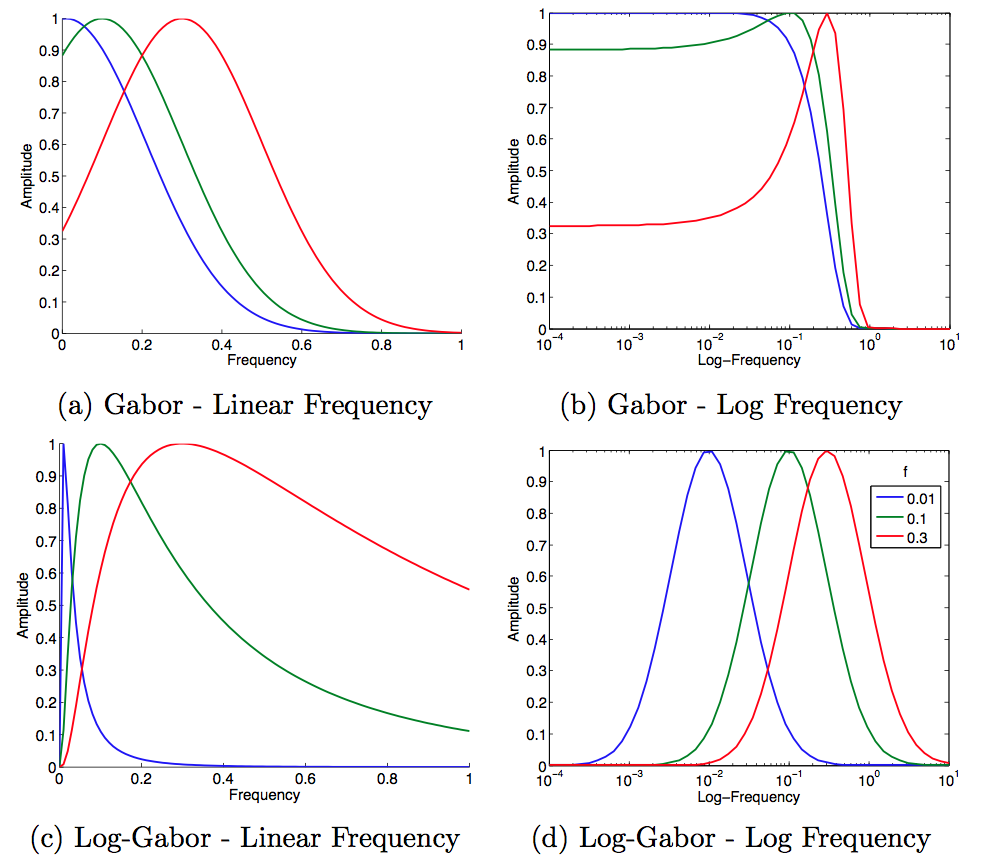
Diferència en el domini de freqüència entre els filtres Gabor i Log-Gabor. El filtre Gabor té una resposta diferent de zero a la freqüència de CC, mentre que el Log-Gabor sempre és zero. Per això, el filtre Gabor tendeix a sobrerepresentar les freqüències més baixes. Això és especialment evident en el domini de registre.

En el processament del senyal és útil analitzar simultàniament les característiques d'espai i freqüència d'un senyal. Tot i que la transformada de Fourier dóna la informació de freqüència del senyal, no està localitzada. Això vol dir que no podem determinar quina part d'un senyal (potser llarg) va produir una freqüència determinada. És possible utilitzar una transformada de Fourier de curt temps per a aquest propòsit, però la transformada de Fourier de curt temps limita les funcions de base perquè siguin sinusoïdals. Per proporcionar una descomposició del senyal de freqüència espacial més flexible, s'han proposat diversos filtres (incloses les ones). El filtre Log-Gabor és un d'aquests filtres que és una millora respecte al filtre Gabor original. L'avantatge d'aquest filtre sobre les moltes alternatives és que s'adapta millor a les estadístiques d'imatges naturals en comparació amb els filtres Gabor i altres filtres wavelet.

## Definició
Field va introduir el filtre Log-Gabor i va demostrar que és capaç de codificar millor les imatges naturals en comparació amb el filtre original de Gabor.  A més, el filtre Log-Gabor no té el mateix problema de CC que el filtre Gabor original. Una funció de Log-Gabor unidimensional té la resposta de freqüència:
{\displaystyle G(f)=\exp \left({\frac {-\left(\log(f/f_{0})\right)^{2}}{2\left(\log(\sigma /f_{0})\right)^{2}}}\right)}
on {\displaystyle f_{0}} i {\displaystyle \sigma } són els paràmetres del filtre. {\displaystyle f_{0}} donarà la freqüència central del filtre. {\displaystyle \sigma } afecta l'amplada de banda del filtre. És útil mantenir la mateixa forma mentre es varia el paràmetre de freqüència. Per fer-ho, la proporció {\displaystyle \sigma /f_{0}} hauria de romandre constant. La figura següent mostra la resposta en freqüència del Gabor en comparació amb el Log-Gabor:
Una altra definició del filtre Log-Gabor és considerar-lo com una funció de distribució de probabilitat, amb una distribució normal, però tenint en compte el logaritme de freqüències. Això té sentit en contextos on s'aplica la llei Weber-Fechner, com ara la percepció visual o auditiva. Després del canvi de regla de variable, una funció de Log-Gabor unidimensional té per tant la resposta de freqüència modificada:
{\displaystyle G(f)={\frac {f_{0}}{f}}\exp \left({\frac {-\left(\log(f/f_{0})\right)^{2}}{2\left(\log(\sigma /f_{0})\right)^{2}}}\right)}
Tingueu en compte que això s'estén fins a l'origen i que encara tenim {\displaystyle G(0)=0}.
En ambdues definicions, a causa del zero al valor DC, no és possible derivar una expressió analítica per al filtre en el domini espacial. A la pràctica, el filtre es dissenya primer en el domini de la freqüència, i després una transformada de Fourier inversa dóna la resposta a l'impuls del domini del temps.

## Filtre Log-Gabor bidimensional
Igual que el filtre Gabor, el filtre log-Gabor ha tingut una gran popularitat en el processament d'imatges.  Per això és útil tenir en compte l'extensió bidimensional del filtre log-Gabor. Amb aquesta dimensió afegida, el filtre no només està dissenyat per a una freqüència determinada, sinó que també està dissenyat per a una orientació determinada. El component d'orientació és una funció de distància gaussiana segons l'angle en coordenades polars (vegeu  o  ):
{\displaystyle G(f,\theta )=\exp \left({\frac {-(\log(f/f_{0}))^{2}}{2(\log(\sigma _{f}/f_{0}))^{2}}}\right)\exp \left({\frac {-(\theta -\theta _{0})^{2}}{2\sigma _{\theta }^{2}}}\right)}
on aquí ara hi ha quatre paràmetres: {\displaystyle f_{0}} la freqüència central, {\displaystyle \sigma _{f}} el paràmetre d'amplada per a la freqüència, {\displaystyle \theta _{0}} l'orientació del centre, i {\displaystyle \sigma _{\theta }} el paràmetre d'amplada de l'orientació. A continuació es mostra un exemple d'aquest filtre.

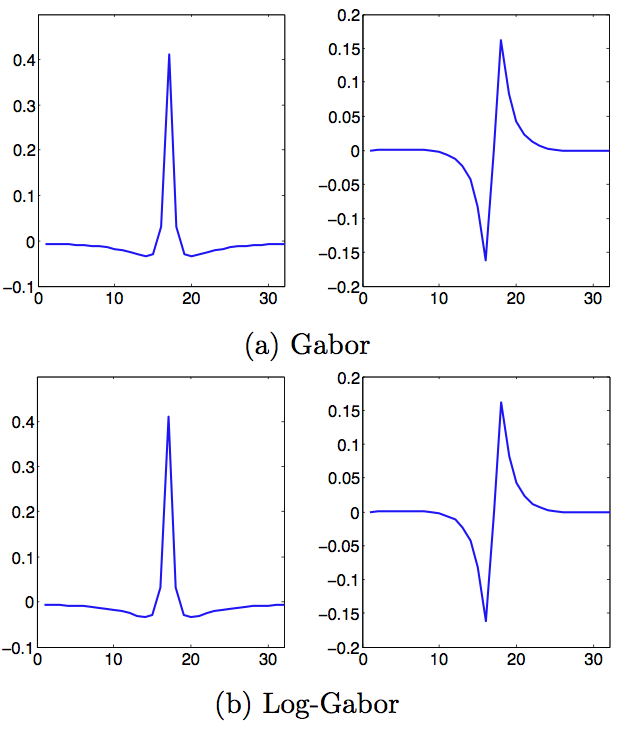
Diferència en el domini espacial entre els filtres Gabor i Log-Gabor. En el domini espacial, la resposta dels filtres Gabor i Log-Gabor és gairebé idèntica. A l'esquerra hi ha la part real i a la dreta la part imaginària de la resposta impulsiva.

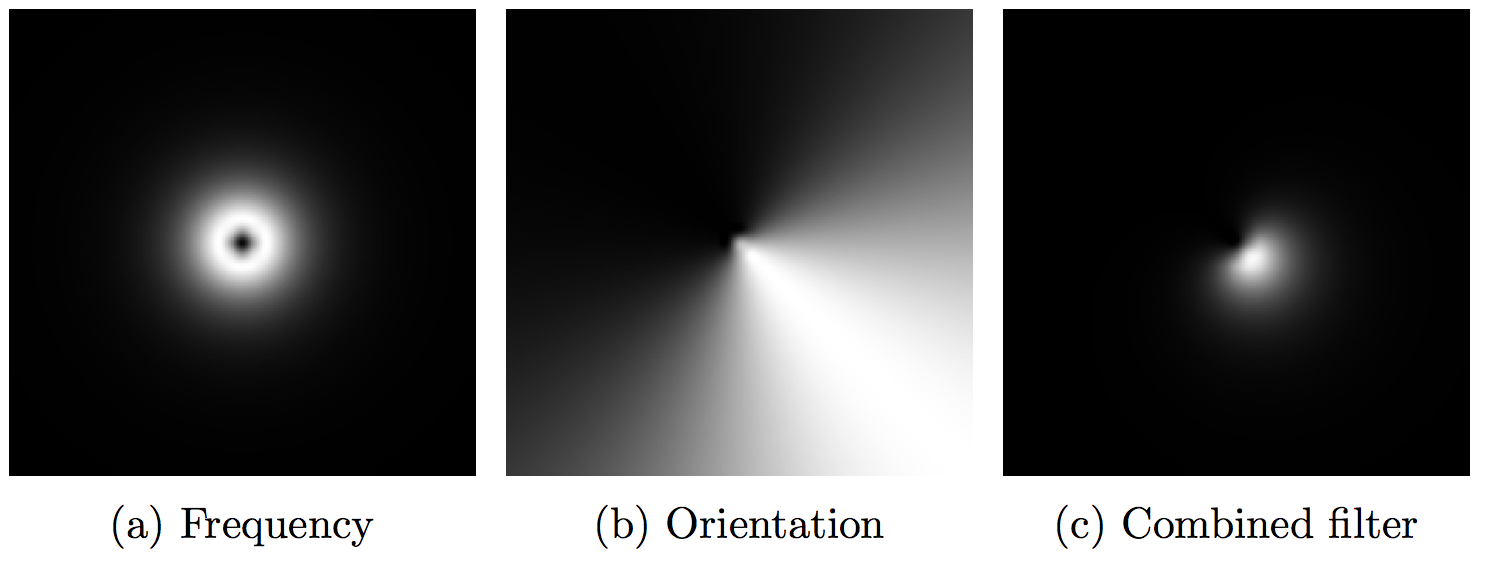
Construcció d'un filtre Log Gabor bidimensional. El filtre bidimensional consta d'un component basat en la freqüència (a) i un component basat en l'orientació (b). Els dos components es combinen per formar el component final (c).

## Aplicacions
El filtre Log-Gabor és capaç de descriure un senyal en termes de respostes de freqüència local. Com que es tracta d'una tècnica fonamental d'anàlisi del senyal, té moltes aplicacions en el processament del senyal. De fet, qualsevol aplicació que utilitzi filtres Gabor o altres funcions de base wavelet es pot beneficiar del filtre Log-Gabor. Tanmateix, pot ser que no hi hagi cap benefici en funció dels detalls del problema de disseny. No obstant això, s'ha demostrat que el filtre Log-Gabor és especialment útil en aplicacions de processament d'imatges, perquè s'ha demostrat que captura millor les estadístiques d'imatges naturals.
En el processament d'imatges, hi ha alguns exemples de baix nivell de l'ús de filtres Log-Gabor. La detecció de vores és una d'aquestes operacions primitives, on s'etiqueten les vores de la imatge. Com que les vores apareixen en el domini de la freqüència com a freqüències altes, és natural utilitzar un filtre com el Log-Gabor per seleccionar aquestes vores.  Aquestes vores detectades es poden utilitzar com a entrada a un algorisme de segmentació o un algorisme de reconeixement. Un problema relacionat és la detecció de cantonades. En la detecció de cantonades l'objectiu és trobar punts de la imatge que siguin cantonades. Les cantonades són útils per trobar perquè representen ubicacions estables que es poden utilitzar per problemes de concordança d'imatges. La cantonada es pot descriure en termes d'informació de freqüència localitzada mitjançant un filtre Log-Gabor.
En el reconeixement de patrons, la imatge d'entrada s'ha de transformar en una representació de característiques que sigui més fàcil per a un algorisme de classificació per separar classes. Les característiques formades a partir de la resposta dels filtres Log-Gabor poden formar un bon conjunt de característiques per a algunes aplicacions perquè poden representar localment informació de freqüència. Per exemple, el filtre s'ha utilitzat amb èxit en la classificació d'expressions facials.  Hi ha algunes proves que el sistema visual humà processa la informació visual d'una manera similar.
Hi ha moltes altres aplicacions que requereixen informació de freqüència localitzada. El filtre Log-Gabor s'ha utilitzat en aplicacions com la millora d'imatges,  anàlisi de la parla,  detecció de contorns,  síntesi de textures i eliminació de sorolls d'imatges entre d'altres.